# Рекреација
Рекреација је физичка активност, уз коришћење времена, на непрофитабилан начин, а на много начина представља и терапеутско освежење за тело и дух. „Потреба да се уради нешто за рекреацију“ је суштински елемент људске биологије и психологије. Рекреативне активности се често раде ради уживања, забаве или задовољства и сматрају се „забавним“.
Рекреација се често разликује од доколице. Док се за доколицу сматра да је, или би требало да буде, одмарајућа, рекреација је освежавајућа и забавна. Како све више и више водимо седећи начин живота, потреба за рекреацијом се повећава. То показује и раст популарности такозваних активних одмора. Рекреација, игра и забава нису својствене само људима, већ им се готово сва бића донекле препуштају. Игра је неопходна за развој разних способности, укључујући и оне најосновније као што су моторичке способности код младих. 
Викенд је типично време за рекреацију, можда (у јудео-хришћанској и исламској култури) због тога што сабат пада на викенд, а сабат је „дан одмора“. [Празник|Празници]] су такође често време за рекреацију. Традиционално, музика и плес су средство рекреације у многим културама, као што су и спортови, хобији, игре и туризам. Гледање телевизије и слушање музике су чести облици рекреације, или пре доколице.
Многе активности могу бити функционалне и/или рекреационе: једење и пијење, куповина, лов и риболов, путовање, сексуални односи, коришћење интернета и телефона као и разговор са људима лицем у лице, читање књиге, итд. У скорије време, неки 'узбудљивији' облици рекреације укључују: скијање, скијање на дасци, банџи џамп, скакање падобраном, змајарство, пеинт бол, планинарење, бекпекинг, кањонинг, спелеологију, BASE скакање, авантуристички туризам. Неки људи уживају у облицима рекреације које други сматрају неморалним, као што су: употреба дроге, коцкање, нудизам и неки облици секса. Док неки људи верују да постоји одређено време када се могу или не могу упражњавати одређени облици рекреације, на пример, не недељом, сабатом или током рамазана. Пошто се у великој мери оцењује као непродуктивна, или чак тривијална активност, претерана рекреација се не сматра здравом, и може бити означена као бекство од стварности.

## Етимологија
Сматра се да је термин рекреација први пут коришћен на енглеском крајем 14. века, прво у значењу „освежење или излечење болесне особе“, а изведен је из латинског (re: „опет“, creare: „стварати, породити, рађати").

### Предуслови за слободно време
Људи проводе своје време у активностима свакодневног живота, на послу, спавању, друштвеним обавезама и слободном времену, при чему је ово последње време ослобођено претходних обавеза према физиолошким или друштвеним потребама, што је предуслов за рекреацију. Доколица се повећала са дужим животом и, за многе, са умањењем времена утрошеног на физички и економски опстанак, док други тврде да се временски притисак повећао за савремене људе, пошто су посвећени превеликом броју задатака. Други фактори који објашњавају повећану улогу рекреације су богатство, трендови становништва и повећана комерцијализација рекреативне понуде. Док је једна перцепција да је доколица само „слободно време“, време које није конзумирано потребама за живот, друга сматра да је доколица сила која омогућава појединцима да размотре и размисле о вредностима и стварностима које пропуштају у активностима свакодневног живота, што је чини суштинским елементом личног развоја и цивилизације. Овај правац мишљења је чак проширен и на став да је доколица сврха рада и награда сама по себи, а „живот у слободно време“ одражава вредности и карактер једне нације. Слободно вријеме се сматра људским правом према Универзалној декларацији о људским правима.

### Игра, рекреација и рад
Рекреацију је тешко одвојити од општег појма игре, што је обично термин за дечју рекреативну активност. Деца могу у игри имитирати активности које одражавају реалност живота одраслих. Предложено је да игра или рекреативне активности представљају излаз или исказ вишка енергије, каналишући је у друштвено прихватљиве активности које задовољавају индивидуалне, као и друштвене потребе, без потребе за принудом, и пружају сатисфакцију и задовољство учеснику. Традиционално гледиште сматра да је рад подржан рекреацијом, а рекреација је корисна за „допуну батерија“ тако да се радни учинак побољшава.
Рад, активност која се генерално обавља из економске нужде, која је корисна за друштво и организована у економским оквирима, међутим, може бити и пријатна и може се сама наметнути, чиме се замагљује разлика у односу на рекреацију. Многе активности у забави су посао за једну особу а рекреација за другу. Временом, рекреативна активност може постати посао, и обрнуто. Тако за музичара свирање неког инструмента може бити једно време професија, а друго рекреација.
Слично, може бити тешко одвојити образовање од рекреације као у случају рекреативне математике.

### Здравље и рекреација
Рекреација има многе здравствене предности и, сходно томе, терапијска рекреација је развијена да искористи овај ефекат. Национални савет за сертификацију терапеутске рекреације (NCTRC) је национално призната организација за издавање акредитив за професију терапеутске рекреације. Професионалци у области терапеутске рекреације који су сертификовани од стране NCTRC-а називају се „сертификовани специјалисти за терапеутску рекреацију“. Назив радног места „терапеут за рекреацију“ је идентификован у Прегледу занимања Министарства рада САД. Оваква терапија се примењује у рехабилитационим, психијатријским установама за омладину и одрасле, у нези старих, инвалидних или хроничних болести. Рекреативна физичка активност је важна за смањење гојазности и ризика од остеопорозе и карцинома, од који је најзначајнији код мушкараца рак дебелог црева и простате, а код жена рак дојке. Међутим, не смаљују се сви малигнитети рекреацијом, јер је рекреација на отвореном повезана са већим ризиком од меланома. Екстремна авантуристичка рекреација природно је повезана са опасношћу.